# الاضطراب ثنائي القطب عند الأطفال
الاضطراب ثاني القطب لدى الأطفال هو إضراب عقلي يصيب الأطفال والمراهقين وهو مثل اضطراب ثنائي القطب لدى البالغين يتصف بتغيرات شديدة في المزاج والتصرفات يصحبها فترات من الاكتئاب وسرعة الغضب وفترات من حالات الشمق تُدعى بنوبات الهوس أو الهوس الخفيف. هذ التغيرات تكون سريعة أحيانا لكنها غالبا ما تكون متدرجة. ان متوسط عمر الإصابة بالاضطراب ثنائي القطب لدى الأطفال ليس واضحا ولكن خطر الإصابة به يزيد مع بداية البلوغ. عادة ما يكون الاضطراب ثنائي القطب لدى الأطفال أكثر حدة وذا تشخيص أقل دقة من الاضطراب ثنائي القطب الذي يصاب به الشخص في أواخر سن المراهقة أو في سن البلوغ.
نص الدليل التشخيصي والإحصائي للاضطرابات النفسية منذ 1980 على أن معايير الاضطراب ثنائي القطب لدى البالغين يمكن أن يطبق على الأطفال، لكن المعايير الدقيقة لتشخيص الإضطراب ثنائي القطب لدى الأطفال لا تزال موضع خلاف وجدل كبير، وتوجد اختلافات كبيرة في طريقة تشخيصه عادة في العيادات في مختلف دول العالم. هناك نمو متسارع في الأبحاث المجراة حول الموضوع لكن التدريب والممارسة السريرية لا تزال متأخرة.
التعرف على الاضطراب ثنائي القطب عند الشباب صعب لأن البالغين الذين يعانون من الاضطراب ثنائي القطب غالبا ما يصابون بنوبات اكتئاب وهوس منفصلة تدوم لعدة اسابيع أو أشهر أو أكثر من ذلك، بينما يعاني الشباب المشخصين باضطراب ثنائي القطب من أعراض اكتئاب وهوس تحدث يوميا وفي آن واحد أحيانا إما على شكل نوبات سريعة أو فترات من مزاج سلبي بطاقة عالية. أن المٌراضة المشتركة أو الإصابة المرضية المشتركة تعد شيئا شائع الحدوث وهي تجعل فصل الأعراض الدالة على الاضطراب ثنائي القطب عن الأعراض التي تسببها اضطرابات أخرى ( الاكتئاب، اضطراب نقص الانتباه مع فرط النشاط، سلوكيات مضطربة) مهمة لتشخيص دقيق وعلاج فعال.

## التشخيص
يتم التشخيص بناء على معاينة سريرية يجريها طبيب نفسي أو طبيب مرخص في مجال الصحة العقلية ولا تجرى أية فحوصات للدم أو مسوحات للدماغ لتشخيص الإضطراب ثنائي القطب، ويعد الحصول على معلومات عن تاريخ العائلة واستعمال الاستبيانات والقوائم المرجعية أشياء تساعد على إجراء تشخيص دقيق. من أدوات التقييم الشائع استخدامها هي جدول كيدي للاضطرابات العاطفية وفصام الشخصية (K-SADS)، جدول مقابلات تشخيصية للأطفال (DISC) و مقياس تقويم هوس الطفل (CMRS).

### العلامات والأعراض
تستخدم نفس المعايير المستخدمة لتشخيص الاضطراب ثنائي القطب لدى البالغين في الجمعيات الأمريكية للطب النفسي ومنظمة الصحة العالمية لإجراء التشخيص عند الأطفال مع بعض التعديلات لمراعاة الاختلافات في العمر ومرحلة النمو.  
من المهم مقارنة التغيرات في المزاج والسلوك مع الحالة المزاجية والسلوكيات الطبيعية للطفل كمرجع بدلاً من مقارنته مع الأطفال أو البالغين الآخرين عند تشخيص نوبات الهوس فعلى سبيل المثال، هوس العظمة (المبالغة في تقدير ذكاء الفرد أو موهبته أو قدراته)هو أمر طبيعي بدرجات متفاوتة أثناء الطفولة والمراهقة، لذا لا تعتبر العظمة من أعراض الهوس لدى الأطفال إلا عندما توجد المعتقدات على الرغم من تقديمها بأدلة ملموسة على أنها خلاف ذلك أو عندما تؤدي إلى شروع الطفل لتجربة أنشطة خطرة، والأهم من ذلك، عندما تكون تشكل المعتقدات العظمية تغييرًا واضحًا على نظرة الطفل لذاته بين النوبات.

### الجدل القائم حوله
إن تشخيص اضطراب ثنائي القطب عند الأطفال موضوع مختلف عليه  على الرغم من أنه من المسلم به هو أن الأعراض المعتادة للاضطراب ثنائي القطب تسبب قصورا وظيفيًا ولها عواقب سلبية على القاصرين الذين يعانون منها.  يتمحور الجدل الرئيسي حول ما إذا كان ما يسمى بـالاضطراب ثنائي القطب عند الأطفال يشير إلى نفس الاضطراب عند تشخيص البالغين،  والسؤال المتصل بالجدال عما إذا كانت معايير التشخيص للبالغين مفيدة ودقيقة عند تطبيقها على الأطفال. بتحديد أكثر، المناقشة الرئيسية حول التشخيص عند الأطفال تدور حول أعراض الهوس والاختلافات بين الأطفال والبالغين. 
قد لا تفصل معايير التشخيص الأطفال الذين يعانون من اضطراب ثنائي القطب عن مشاكل أخرى مثل اضطراب فرط الحركة وتشتن الانتباه، وتؤكد على دورات المزاج السريعة. 

## العلاج
يمكن للأدوية أن تسبب آثارًا جانبية كبيرة، لذا فقد تمت التوصية بالتدخلات التي يجب مراقبتها عن كثب وإبلاغ أسر المرضى بالمشاكل المحتملة المختلفة التي قد تنشأ.  مضادات الذهان غير التقليدية هي أكثر فعالية من مثبتات الحالة المزاجية ولكن لها آثار جانبية أكثر.  قد ينتج عن مضادات الذهان زيادة في الوزن بالإضافة إلى مشاكل أيضية أخرى بما في ذلك داء السكري من النوع 2 وفرط شحميات الدم وقد تظهر آثار ثانوية خارج هرمية مع هذه الأدوية تتضمن خلل الحركة المتأخر، وهو اضطراب حركة يصعب علاجه (خلل الحركة)ويمكن أن يظهر بعد الاستخدام طويل الأمد لمضادات الذهان. إن تلف الكبد والكلى محتمل مع المثبتات المزاج.
عادة ما يتضمن العلاج النفسي مزيجًا من التثقيف حول المرض والعلاج الجماعي والعلاج السلوكي المعرفي. يتم اطلاع الأطفال المصابين بالاضطراب ثنائي القطب وعائلاتهم عن الجوانب المختلفة المتعلقة بالمرض وكيفية التعامل معه من ضمنها الأسباب، العلامات والأعراض، والعلاج بطرق تتوفق مع عمرهم ودورهم الأسري. يهدف العلاج الجماعي إلى تحسين المهارات الاجتماعية وإدارة الخلافات الجماعية، مع اعتبار لعب الأدوار كأداة مهمة. أخيرًا، يتم توجيه التدريب المعرفي السلوكي إلى المشاركين الذين لديهم فهم وتحكم أفضل في عواطفهم وسلوكياتهم. 
عندما تكون جميع خيارات العلاج غير فعالة، يُقترح علاج كلوزابين والعلاج بالصدمة الكهربائية كاحتمالات أخيرة. 

## توقعات سير المرض
غالبًا ما تكون هناك حاجة للأدوية المزمنة ، حيث تصل حالات الانتكاس في بعض الدراسات إلى أكثر من 90 ٪ عند أولئك الذين لا يتبعون تعليمات الدواء وما يقرب من 40 ٪ في أولئك الذين يمتثلون لنظم الدواء .  مقارنة بالبالغين، فإن الحلات لدى صغار السن لها مسار مشابه أو أسوأ عموما، على الرغم من أن عمر البدء يتنبأ بمدة النوبات أكثر من التوقعات . يتمثل أحد عوامل الخطر للخروج بنتائج أسوأ في وجود أمراض إضافية. 
الأطفال الذين يعانون من الإضطراب ثنائي القطب هم أكثر عرضة للإقدام على الإنتحار من غيرهم.

## انتشار المرض
يتراوح معدل انتشار الأطفال الذين يستوفون معايير الدليل التشخيصي والإحصائي للإضطرابات العقلية للإضطراب ثنائي القطب بين 0.1 ٪  و 6 ٪،   بمعدل متوسط قدره 0.5 ٪ للإضطراب ثنائي القطب 1 ، و 2 ٪ لاضطرابات الطيف الثنائي القطب بناء على تحليل استخلاصي للدراسات المنشورة.  تختلف الدراسات في الفئات التي تشملها (على سبيل المثال، يركز بعضها فقط على الاضطراب ثنائي القطب 1، والبعض الآخر يشمل الاضطراب السيكلوثيمي والثنائي القطب دون تحديد، ويتم تفسير معايير الدليل التشخيصي والإحصائي للإضطرابات العقلية بشكل مختلف من قبل باحثين مختلفين). 

### زيادة المصابين به
ارتفع عدد الأطفال والمراهقين الأمريكيين الذين تم تشخيصهم بـالاضطراب ثنائي القطب في المستشفيات العامة بنسبة 40 ضعفًا، حيث تغير من كونهم لم يتم تشخيصهم أبدًا إلى معدلات تصل إلى 40٪ في بعض إعدادات المستشفيات خلال 10 سنوات قرب بداية القرن الحالي،   بينما في العيادات الخارجية تضاعفت لتصل إلى 6 ٪.  زادت زيارات الأطفال والمراهقين الذين يعانون من اضطراب ثنائي القطب في الولايات المتحدة من 20,000 في 1994-1995 إلى 800000 في 2002-2003 إلى العيادات الخارجية .  تشير البيانات إلى أن الأطباء كانوا يشخصون الأطفال بهذا المرض بكثرة بدلا من زيادة معدل الإصابة بهذا الاضطراب . 
أحد مصادر الجدل هو ارتفاع عدد التشخيصات في الولايات المتحدة ؛  فيزيد احتمال التشخيص بالإضطراب ثاني القطب الولايات المتحدة عنه في المملكة المتحدة .  وصفت إرشادات المعهد الوطني البريطاني للصحة والتميز السريري (NICE) بشأن الاضطراب الثنائي القطب في عام 2006 المعايير الموسعة المستخدمة في الولايات المتحدة لتشخيص الاضطراب الثنائي القطب عند الأطفال بأنها مناسبة «فقط للأبحاث» مع وجود أدلة غير مؤكدة تدعم التشخيص، مما يؤدي إلى استخدام أدوية غير مناسبة للعلاج. :526

## تاريخ المرض
يرجع تاريخ الأطفال الذين يعانون من أعراض مشابهة لمفاهيم الهوس المعاصرة إلى القرن الثامن عشر. في عام 1898، تم نشر تاريخ حالة نفسية مفصل لشخص عمره 13 عاما استوفى معايير جان بيير فالريه وجول بايلارغر لما يتوافق مع المفهوم الحديث للاضطراب الثنائي القطب من النوع الأول .  في وصف إميل كريبيلين للإضطراب ثنائي القطب في عشرينيات القرن الماضي، والذي سماه «بجنون الهوس الاكتئابي» ، أشار إلى ندرة احتمال اصابة الأطفال به. بالإضافة إلى كريبلين، كان أدلوف ماير و كارل ابراهام وميلاني كلاين من أوائل من قاموا بتوثيق أعراض الإضطراب ثنائي القطب عند الأطفال في النصف الأول من القرن العشرين. بشكل عام، كان يعتبر نادرًا جدًا ولم يتم ذكره كثيرًا في الكتابات حتى سبعينيات القرن العشرين عندما زاد الاهتمام بالبحث في الموضوع. أصبح أكثر قبولا كتشخيص لدى الأطفال في الثمانينات بعد أن حدد الدليل التشخيصي والإحصائي للإضطرابات العقلية لعام 1980 أن نفس المعايير لتشخيص الإضطراب ثنائي القطب في البالغين يمكن أن تطبق أيضا على الأطفال. 
جاء الاعتراف به بعد عشرين عامًا، حيث أظهرت الدراسات الوبائية أن ما يقرب من 20٪ من البالغين المصابين بالـإضطراب ثنائي القطب كانو يعانون من أعراضه في مرحلة الطفولة أو المراهقة. ومع ذلك كان يعتقد أن ظهور المرض قبل سن العاشرة أمر نادر الحدوث أي أقل من 0.5٪ من الحالات. خلال النصف الثاني من القرن الماضي، لم يكن التشخيص الخاطئ لمرض الفصام أمرًا نادرًا في السكان غير البالغين بسبب الحدوث المشترك مع الذهان والهوس، وتقلصت هذه المشكلة مع زيادة اتباع معايير الدليل التشخيصي والإحصائي للإضطرابات العقلية في الجزء الأخير من القرن العشرين.  

## روابط خارجية
- تقرير فرقة العمل التابعة للجمعية الدولية للاضطرابات ثنائية القطب عن المعرفة الحالية في الاضطراب الثنائي القطب للأطفال والاتجاهات المستقبلية